# Sprachpanorama Laufenburg
Das Sprachpanorama im aargauischen Laufenburg in der Schweiz ist eine Dauerausstellung mit dem Thema «Sprache begreifen». Das Museum im ehemaligen Restaurant «Schlosskeller» bietet zudem diverse Führungen und Workshops zum Thema Sprache an. Um Sprache zu «begreifen», setzt das Museum auf Erkunden und Herausfinden durch individuelle Aktivitäten wie Klappen, Drehen, Tippen, Einzeichnen, Klicken und Hören.

## Geschichte
Der «Schlosskeller» in der Laufenburger Altstadt wurde 2009 geschlossen. Der von der Sprachwissenschaftlerin und Gymnasiallehrerin Florence Aggeler präsidierte Verein Sprachpanorama mietete das Gebäude im Jahr 2017. Die Projektidee reifte, nachdem Aggeler aufgefallen war, dass Jugendliche grosses Interesse an sprachlichen Themen haben, welche nicht im Lehrplan enthalten sind. Das Sprachpanorama ist das einzige Museum in der Schweiz, das gezielt Sprache ausstellt. Einige Exponate weisen eine Verbindung zum Kanton Aargau bzw. zur Gemeinde Laufenburg auf, andere sind auf die Deutschschweiz (z. B. Dialekte) oder den ganzen deutschen Sprachraum bezogen. Die 250 m² grosse Ausstellung umfasst die vier Themenbereiche «Sprachgeschichte», «Sprachen und Sprachfamilien», «Dialekt» (insbesondere Schweizerdeutsch) und «Lesen».

## Ausstellung

### Ausstellungsteil «Sprachgeschichte»

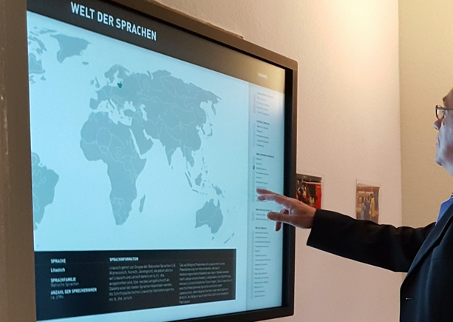
Touchscreen: Die Vielfalt der Sprachen um die Welt

Dieser Raum im Gewölbekeller befasst sich mit Sprachgeschichte, insbesondere der Geschichte der deutschen Sprache von den Germanen bis ins 20. Jahrhundert. Über drehbare Würfel wird zudem zum Beispiel Wissenswertes zum Sprachwandel illustriert und an einer Lehnwörter-Station können die Besucher erkunden, aus welchen Sprachen Alltagswörter ins Deutsche gekommen sind. Eine Audiostation ermöglicht den Besuchern, alt- und mittelhochdeutsche Texte akustisch zu erleben und dadurch einen Zugang zur deutschen Sprache des Mittelalters (ca. 9.–14. Jahrhundert) zu finden.

### Ausstellungsteil «Sprachen und Sprachfamilien»
Im Erdgeschoss können Sprachinteressierte auf einem grossen Touchscreen die Vielfalt der natürlichen Sprachen und Sprachfamilien rund um den Globus entdecken. Bilder aus allen Kontinenten und zusätzliche Infos zu den Sprachfamilien und Sprachen der Welt runden das Angebot im Raum ab.

### Ausstellungsteil «Dialekt»
Im zweiten Erdgeschoss können die Besucher spielerisch ihr Wissen testen und mehr über die Vielfalt der Schweizer Dialekte und die Erforschung der Schweizer Mundarten erfahren. Es wird unter anderem aufgezeigt, welche Begriffe in verschiedenen Dialekten des Schweizerdeutschen verwendet werden, aber auch inwiefern sich das Standarddeutsch der Schweiz vom Standarddeutsch in Deutschland und in Österreich unterscheidet. Schweizerdeutsche Wörter können zudem im Sprachatlas der deutschen Schweiz verortet werden und Sprachbeispiele aus verschiedenen Dialekten angehört werden.

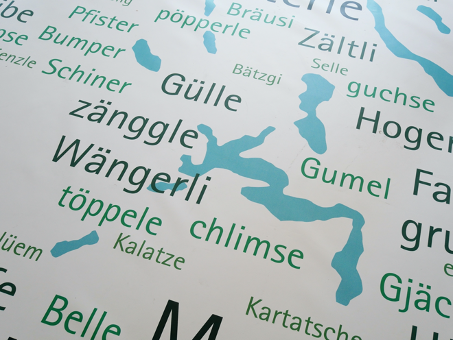
Dialektwortkarte der Schweiz
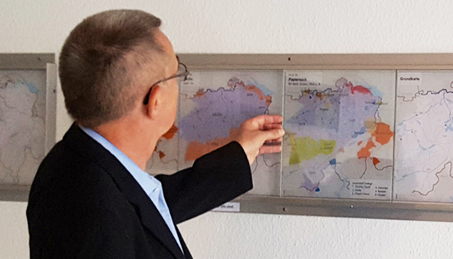
Dialektwörter der Schweiz quasi zum Anfassen
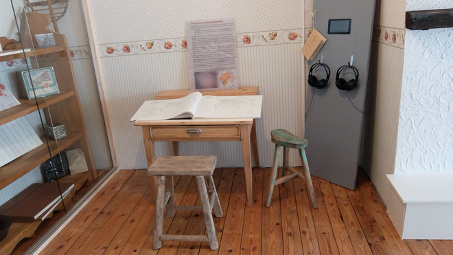
Informationsecke zur sprachlichen Vielfalt der Schweiz

### Ausstellungsteil «Lesen»
Im Ausstellungsraum zum Thema «Lesen» erfahren Interessierte, wie die komplexe Fähigkeit des Lesens über die Jahrhunderte vermittelt worden ist. Lesefibeln und Leselehrmethoden von 1500 bis 2000 werden erläutert und historische und moderne Lehrmittel und Schriftbeispiele ausgestellt. Auch das Lesenlernen von Texten in anderen Schriftsystemen (arabisches, chinesisches, türkisches und japanisches Alphabet) wird thematisiert. Speziell behandelt werden auch Probleme wie Illetrismus und Dyslexie sowie die Bewegung der Stimmbänder beim Vorlesen. An einer Station «Schrift und Eigenschaften von Zeichen und Wörtern» werden unterschiedliche Schriftsysteme wie die Laut-, Wort- und Silbenschriften vorgestellt. Zudem wird der Bezug zwischen Zeichen, Wörtern und dem, was damit gemeint ist, in diversen Sprachen aufgezeigt und erklärt. So können Wörter zwar in etwa dasselbe bedeuten aber dennoch nicht deckungsgleich sein. Eine exakte Übersetzung dieser Begriffe von einer Sprache in die andere nicht möglich. Diese Differenzen zwischen den Sprachen werden im Sprachpanorama gebauer thematisiert, indem auf die menschliche Kategorienbildung und Wahrnehmung der Umwelt eingegangen wird. Ausserdem laden authentische Exponate wie die Basler Bibel von 1734, Originalausgaben deutscher Volksmärchen von 1772, ein 10-bändiges Damen-Conversations-Lexikon von 1779 sowie Medizinlehrbücher zum Schmökern ein.

## Aktivitäten und Projekte

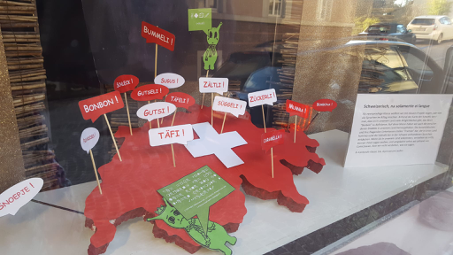
Zweiter Platz Sprachwettbewerb 2019

Das Sprachpanorama bietet Führungen und Workshops für Gruppen an, insbesondere Schulklassen. Nebst Standardführungen über den Sprachwandel, die Vielfalt der Schweizer Dialekte und Schriften und Zeichen können auch Spezialführungen, welche auf den Minnesang, mittelalterliche Literatur, die Geschichte des Englischen oder die Rolle des Lateins in der deutschen Sprachgeschichte fokussieren, gebucht werden.
Vergangene sprachbezogene und kulturelle Events waren zum Beispiel ein sprachgeschichtliches Referat «Vom Appel zum Apfel», ein spanischer Liederabend, ein Workshop zur chinesischen Sprache und Schrift, sowie Buchpräsentationen. Daneben werden auch vielfältige sprachbezogene Themenabende und Diskussionen angeboten.
Im Raum «Jugendprojekte» werden Sprachprojekte von Schülern gezeigt, die im Rahmen eines jährlichen Sprachwettbewerbs entstanden sind. Die Wettbewerbsbeiträge werden von Jugendlichen der Sekundarstufe als Einzelpersonen, Gruppen oder Klassen eingereicht. Die besten drei Arbeiten erhalten ein Preisgeld und werden nacheinander im Schaufenster des Museums an der Unteren Wasengasse ausgestellt.